# Морской ястреб (роман)
«Морско́й я́стреб» (англ. The Sea Hawk) — роман английского писателя итальянского происхождения Рафаэля Сабатини, впервые опубликованный в 1915 году. Действие романа происходит в 1588—1593 годах. В произведении описывается судьба аристократа Оливера Трессилиана, ставшего берберским пиратом под именем Сакр-аль-Бар.
В 1924 году роман был экранизирован в Голливуде режиссёром Фрэнком Ллойдом, в 1940 году также вышел фильм «Морской ястреб», сюжет которого, впрочем, имеет весьма отдалённое отношение к роману.